# Geografia Statelor Unite ale Americii

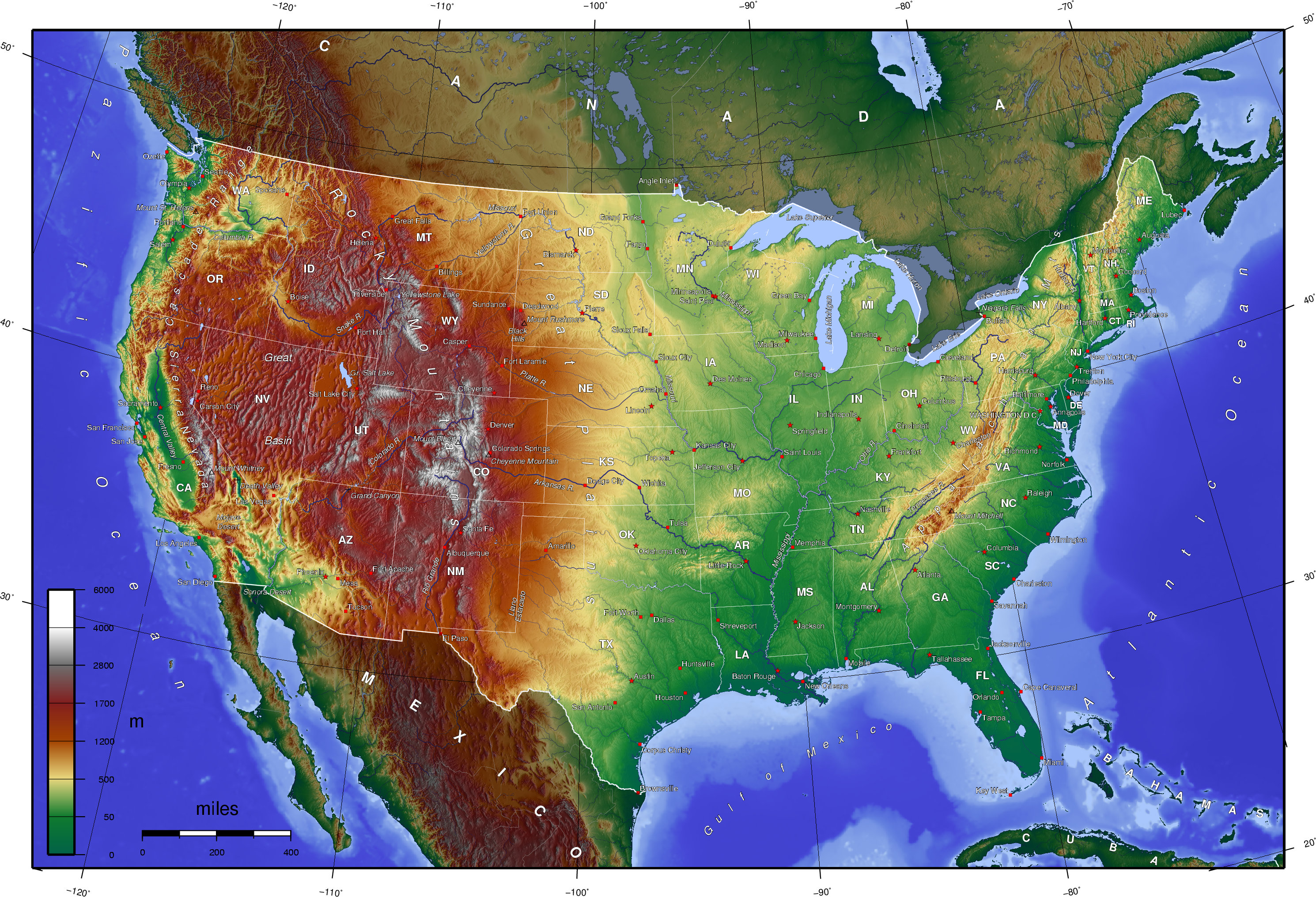
Statele Unite ale Americii

Statele Unite ale Americii, prescurtat SUA, este o federație situată în emisfera vestică, în America de Nord. Se învecinează la nord cu Canada și la sud cu Mexic. Federația este formată din 50 de state, la care se adaugă un district federal, Districtul Columbia. Din cele 50 de state 48 sunt enclave, în timp ce Alaska și Hawaii sunt două state exclave. Teritoriul este împărțit în 7 regiuni. Capitala SUA este Washington, D.C., iar cel mai mare oraș este New York City.

## Relief
În zona estică, paralel cu țărmul Oceanului Atlantic, se întind din nord-est spre sud-vest munții Apalași, cu altitudinea maximă de 2.036 m. Zona centrală cuprinde câmpii și podișuri: în nord-est o parte a podișului Laurențian, spre sud, Câmpiile centrale mărginite de podișul Ozark și apoi munții Ouachita. În vest Marile Prerii și munții Anzii Cordilieri, iar în sud câmpia litorală a Golfului Mexic.
Lanțul estic al Cordilierilor îl constituie Munții Stâncoși iar lanțul vestic Munții Cascadelor și Sierra Nevada. Aceste două lanțuri încadrează un șir de podișuri dintre care cele mai importante sunt: Podișul Columbiei, Podișul Marelui Bazin și Podișul Colorado.

## Climă

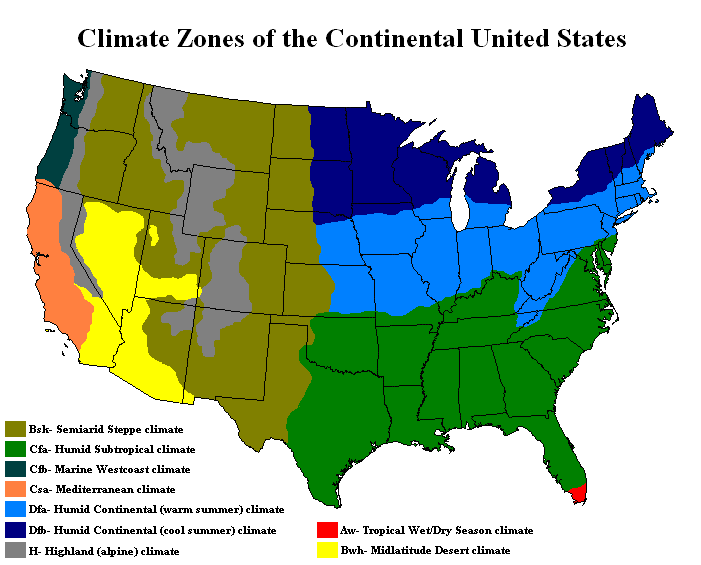
Harta climaterică din SUA

Cea mai mare parte a teritoriului SUA are climă temperată și subtropicală, cu excepția peninsulei Alaska, care are o climă sub-arctică, și a sudului Floridei, care are o climă tropicală.
Clima se caracterizează prin diferențe mari de temperatură de la un anotimp la altul și prin schimbări bruște care generează deseori uragane și inundații.

## Hidrografia(Ape)
Cele mai importante cursuri de apă sunt: Mississippi cu afluenții Missouri, Ohio, Tennessee, Arkansas și Red, Rio Grande del Norte, Savannah, Potomac, Delaware, Hudson, Connecticut, Colorado, Sacramento și Columbia. În nord-est, la granița cu Canada, se află Marile Lacuri, cel mai mare sistem lacustru de pe glob.

## Fauna și flora
Vegetația este reprezentată în est îndeosebi prin păduri amestecate de conifere și de foioase, păduri de pin, iar în zona centrală prin prerii cu ierburi înalte în câmpiile centrale și cu ierburi scunde în Marile Prerii. În California este caracteristic arborele Mamut (Sequoia gigantea).